# Amastra cylindrica
Amastra cylindrica - gatunek ślimaka z rodziny Amastridae. Jest to endemit Hawajów (USA).